# Lazare Lévy
Lazare Lévy (Bruxelles, 18 gennaio 1882 – Parigi, 20 settembre 1964) è stato un pianista e compositore francese, oltre che professore e organista. Viaggiò per tutta Europa, nel Nord Africa, Israele, URSS e Giappone.

## Biografia
Compositore, influente pedagogo, organista e virtuoso di pianoforte, Lévy, noto anche come Lazare-Lévy, nacque a  Bruxelles da genitori francesi. Il noto pianista Louis Diémer (1843-1919) notò subito le qualità del giovane studente del Conservatoire de Paris, dove Lévy ricevette il primo premio nel 1898. Egli studiò anche armonia con Albert Lavignac e contrappunto con André Gedalge. Fra i suoi colleghi di studio vi erano Alfredo Casella, Alfred Cortot, Georges Enesco, Pierre Monteux, Maurice Ravel e Jacques Thibaud. All'età di venti anni, Lévy fece il suo debutto al Concerts Colonne, sotto la direzione di Colonne, nel Concerto per pianoforte e orchestra in La minore di Schumann. Lazare Lévy eseguì diverse prime esecuzioni di opere di compositori francesi come Dukas e Milhaud. Fu uno dei primi ammiratori di Albéniz, del quale eseguì Iberia (Libro I) nel 1911.
Al suo primo concerto, fra gli spettatori della prima fila vi era Saint-Saëns, che lo considerò possedere "quel raro connubio di perfezione tecnica e musicalità."
All'età di venticinque anni, Lévy scrisse in collaborazione il Méthode Supérieure for piano pubblicato da Diémer (di cui divenne assistente), sebbene difenderà dopo una tecnica esecutiva molto più personale ed innovativa, che comportava una tecnica del braccio e della mano piuttosto che quella pura delle dita, con i polpastrelli che vanno profondamente sui tasti.
Lévy fu un ottimo professore di pianoforte al Conservatoire de Paris, prima come insegnante temporaneo (1914-16, 1920-3) e poi, come successore di Alfred Cortot (1923-40) e (1944-53).
Come ebreo nella Francia occupata, durante la seconda guerra mondiale, fu sempre in pericolo e dovette la sua sopravvivenza a continui spostamenti, vigilanza, obbligato a nascondersi e a utilizzare pseudonimi e documenti falsi.
Il suo posto al Conservatorio venne dato a Marcel Ciampi. Il suo figlio minore, Phillip, un combattente della resistenza, venne tradito da due collaborazionisti francesi e denunciato alla Gestapo; catturato, venne trasferito al campo di internamento di Drancy, dove, riconosciuto come ebreo, venne torturato dall'ufficiale delle SS Alois Brunner.
Lévy ebbe fra i suoi allievi Clara Haskil, Solomon Cutner, Monique Haas, Lukas Foss, John Cage, Oskar Morawetz, Kazimierz Serocki, Marcel Dupré, Chieko Hara-Cassado, Teodor Cosma e molti altri pianisti ancora oggi molto noti in Francia.